# Bahnhof Bad Dürrenberg
Der ehemalige Bahnhof und jetzige Haltepunkt Bad Dürrenberg liegt an der Bahnstrecke Leipzig–Großkorbetha. Das frühere Empfangsgebäude ist im örtlichen Denkmalverzeichnis unter der Erfassungsnummer 094 20575 als Baudenkmal verzeichnet.

## Geschichte
Der am 22. März 1856 wurde der Bahnhof Dürrenberg eröffnet, ab 1866 ging die Anschlussbahn zur Königlich Preußischen Saline in Betrieb, welche 1963 eingestellt wurde. 1927 erfolgte die Umbenennung in Bad Dürrenberg. Der Güterschuppen sowie der Verbindungsbau mit Fahrkartenausgabe von 1910 wurde 2011/12 abgerissen. Bis zum 21. Mai 2000 verfügte der Bahnhof über zwei mechanische Stellwerke (zuletzt mit Lichtsignalen), seitdem besteht nur noch eine automatisierte Blockstelle.
Die beiden jetzigen Außenbahnsteige des Haltepunkts sind 55 Zentimeter hoch und 155 Meter lang. Südlich des Haltepunkts liegt die Endhaltestelle der Überlandstraßenbahn Halle–Bad Dürrenberg.

## Empfangsgebäude
Das Aussehen des 1856 eröffneten Gebäudes erinnert stark an romanische Basiliken in Mitteldeutschland. Auffällig sind die Doppelturmfassade, die Rundbogenfenster, das Querhaus. Das Gebäude wird dem Rundbogenstil bzw. dem Spät-Klassizismus zugeordnet. 1906 und 1910 wurde das Gebäude erweitert. Bei einem Brand im Februar 2013 wurden Teile des Gebäudes beschädigt, darunter die Bahnsteigbedachung, die die Seitenschiffe einer Kirche nachahmte. Da das Gebäude von der Deutschen Bahn nicht mehr genutzt wird, sind die Brandspuren noch erkennbar und das Gebäude verfällt langsam. Eine Gruppe junger Leute wollte es als „Wupp-Haus“ wiederbeleben. Mit den Arbeiten dafür wurde begonnen, jedoch pausiert das Projekt (Stand Juli 2017).
Von wem der Entwurf dieses eher untypischen Bahnhofsgebäude stammt, ist nicht bekannt.

## Verkehrsanbindung
| Linie               | Fahrtverlauf                                                                                           | Takt (min) | Betreiber |
| ------------------- | --- | ---------- | --------- |
| RE 15               | Leipzig – Bad Dürrenberg – Weißenfels – Naumburg (Saale)                                               | 120        | Abellio   |
| RB 20               | Leipzig – Bad Dürrenberg – Weißenfels – Naumburg (Saale) – Apolda – Weimar – Erfurt – Gotha – Eisenach | 060        | Abellio   |
| Stand: 9. Juni 2024 | |            |           |